# 소나기 (1995년 영화)
《소나기》(Summer Showers)는 한국에서 제작된 백승균 감독의 1995년 드라마, 가족, 애니메이션 영화이다. 문혁 등이 주연으로 출연하였고 문제태 등이 제작에 참여하였다.

## 출연

### 주연
- 문혁
- 한승연
- 김정호
- 유명옥
- 이종구

## 기타
- 각색: 조미라
- 원작자: 황순원
- 프로듀서: 최소영
- 제작진행: 최금희
- 제작진행: 공석인
- 제작진행: 이용진
- 제작진행: 박소은
- 제작진행: 김남희
- 제작진행: 최순식
- 제작지원: 홍려석
- 제작지원: 김상권
- 제작지원: 차순석
- 촬영부: 오영복
- 촬영부: 성인재
- 조감독: 채덕신
- 조감독: 천경욱
- 조감독: 변재일
- 조감독: 김수경
- 배경: 정윤철
- 원화: 염경덕
- 원화: 한태호
- 원화: 김송환
- 원화: 김성완
- 칼라: 김희숙
- 캐릭터디자인: 이현식
- 동화: 애니파워
- 동화: 유승호
- 동화: 김희태
- 동화: 애니파워
- 동화: 최영록
- 동화: 송경주
- 칼라체크: 변혜영
- 촬영지원: 최소영
- 제작감독: 이용배
- 셀효과: 정재희
- 칼라협력: 애니파워
- 캐릭터작감: 이상희
- 칼라체크: 노정선
- 칼라체크: 손승희
- 디자인: 심경
- 디자인: 김기영
- 디자인: 이지연